# نظام كاي إل-ون
نظام كاي إل ون (KL-ONE) هو نظام تمثيل للمعرفة في تقليد الشبكات والأطر الدلالية؛ بمعنى أنها لغة إطار. سعى هذا النظام إلى التغلب على الغموض الدلالي في تمثيلات الشبكة الدلالية، ولتمثيل المعلومات المتعلقة بالمفاهيم بشكل صريح كشبكة توريث منظمة.

## ملخص
هناك مجموعة كاملة من كاي إل ون تشبه أنظمة، وأحدى الابتكارات التي بدأها نظام كاي إل ون هو استخدام المصنف الاستنتاجي، وهو محرك استدلال آلي يمكنه التحقق من صحة الإطار للأنطولوجيا واستنتاج معلومات جديدة حولها استناداً على المعلومات الأولية التي قدمها خبير المجال.
تسمى الإطارات في كاي إل ون بالمفاهيم. تشكل هذه التسلسلات الهرمية باستخدام العلاقات الفرعية؛ في المصطلحات كاي إل ون فإن مصطلح الصنف العلوي (الأصل) يقال للصنف الذي يحتوي على فئات فرعية له (الأبناء). ويذكر أن التوريث المتعدد مسموح به في كاي إل ون. فعلياً، يُقال إن المفهوم جيد التكوين فقط إذا كان يرث من أكثر من مفهوم علوي واحد (يرث من أكثر من أصل). يجب أن تحتوي جميع المفاهيم، باستثناء المفهوم الأعلى (عادةً ما يكون "الشيء")، على صنف علوي واحد على الأقل.
في تقسيمات كاي إل ون هناك فئتين أساسيتين من المفاهيم: بدائية ومحددة. وتعرف البدائية بإنها مفاهيم شاملة ولم يتم تعريفها بشكل كامل. هذا يعني أنه بالنظر إلى كل خصائص المفهوم، فإن هذا لا يكفي لتصنيفه، أي يمكن اعتبارها تعريفات غير كاملة. باستخدام نفس المبدأ، فإن المفاهيم المحددة هي تعريفات كاملة. بالنظر إلى خصائص المفهوم، فهذه شروط ضرورية وكافية لتصنيف المفهوم.
يطلق مفهوم الشق/ الفتحة على الأدوار، ويطلق مفهوم قيم الأدوار على أدوات ملئ الأدوار. وهناك عدة أنواع مختلفة من الأدوار يمكن استخدامها في المواقف المختلفة. والدور الأكثر شيوعًا والأكثر أهمية هو مجموعة الأدوار العامة التي تستوعب فكرة أن الدور قد يتم يعبئ بأكثر من حشوة واحد.